# Gegants de les Planes d'Hostoles
Els Gegants de Les Planes d'Hostoles són el Jordi i la Núria. Les figures actuals daten de 1982 i són una rèplica molt precisa dels gegants originals, estrenats al 1925 i desapareguts durant la Guerra Civil.

## Història
L'estrena dels Gegants tingué lloc el 27 de setembre de 1925 i representaven l'Alcalde i l'Alcaldessa del poble vestits amb l'abillament típic de la comarca de la Garrotxa. Aquell cop dansaren al so de la música del Ball dels Gegants d'Olot, per bé que a l'any següent ja evolucionaren al compàs de música pròpia, feta pel mestre i compositor sardanista Josep Saderra i Puigferrer, nat a Sant Feliu de Pallerols el 1883. L'any següent de la seva estrena s'hi incorporaren un conjunt de deu nans o capgrossos, de sèrie, comprats a Barcelona. A les acaballes de la Guerra Civil, els dies 5, 6 o 7 de febrer de 1939, els Gegants i els Capgrossos foren cremats per les tropes en retirada cap a França.
El dia 12 d'abril de 1981, el Ple de l'Ajuntament acceptà la proposta de promoure una comissió que portés a terme la construcció d'uns nous Gegants, que haurien de ser una còpia dels seus antecessors tan exacta com fos possible. Van ser fets per l'escultor de Sant Joan de les Abadesses Francesc Fajula i Pellicer. Es varen estrenar el dissabte 24 de juliol de 1982 i al bateig hi assistiren com a padrins els Gegants de Sant Joan de les Abadesses i els de Sant Feliu de Pallerols. Els imposaren els mateixos noms que tenien els anteriors: Jordi i Núria.
Surten a ballar a la Plaça Nova per Sant Jaume, el 25 de Juliol, i per la Santa Espina, el quart diumenge de setembre, portats per la Colla de Gegants, Capgrossos i Grallers de Les Planes. A part, els Gegants fan diferents sortides a d'altres poblacions en les tradicionals trobades geganteres al llarg de l'any. Des de l'any 1992, cada any Les Planes celebra una trobada de gegants, nans i grallers, coincidint amb la festa de Sant Jaume.